# Mark Atkinson
Mark Atkinson (ur. 16 lutego 1970 w Auckland) – nowozelandzki piłkarz, grający podczas kariery na pozycji pomocnika.

## Kariera klubowa
Rozpoczął zawodową karierę w 1997 roku w Central United, z którym zdobył Chatham Cup. W 1997 roku wyjechał do Australii i występował kolejno w Carlton SC i Eastern Pride. W latach 2001–2003 był zawodnikiem występującego w National Soccer League Football Kingz, w którym zakończył karierę.

## Kariera reprezentacyjna
W reprezentacji Nowej Zelandii Atkinson zadebiutował 31 maja 1997 w przegranym 0-1 meczu z Papuą-Nową Gwineą w eliminacjach Mistrzostw Świata 1998. W 1998 roku wystąpił w Pucharze Narodów Oceanii, który Nowa Zelandia wygrała. Atkinson wystąpił w trzech meczach z Tahiti, Fidżi i Australią. W 1999 roku wystąpił w Pucharze Konfederacji, na którym Nowa Zelandia odpadła w fazie grupowej. Na turnieju w Meksyku wystąpił we wszystkich trzech meczach z USA, Niemcami i Brazylią.
W 2000 roku wystąpił w Pucharze Narodów Oceanii, który Nowa Zelandia wygrała. Atkinson wystąpił w czterech meczach z Tahiti, Vanuatu, Wyspami Salomona i Australią. Ostatni raz w reprezentacji Atkinson wystąpił 24 czerwca 2001 w przegranym 1-4 meczu z Australią w eliminacjach Mistrzostw Świata 2002. Ogółem w latach 1997–2001 w reprezentacji wystąpił w 36 meczach.